# Países Bajos en los Juegos Olímpicos de Nagano 1998
Los Países Bajos estuvieron representados en los Juegos Olímpicos de Nagano 1998 por un total de 22 deportistas que compitieron en 3 deportes.  
La portadora de la bandera en la ceremonia de apertura fue la patinadora de velocidad Carla Zijlstra.

## Medallistas
El equipo olímpico neerlandés obtuvo las siguientes medallas:
| Nombre          | Deporte               | Competición |
| --------------- | --------------------- | ----------- |
| Oro             |                       |             |
| Ids Postma      | Patinaje de velocidad | 1000 m M    |
| Gianni Romme    | Patinaje de velocidad | 5000 m M    |
| Gianni Romme    | Patinaje de velocidad | 10 000 m M  |
| Marianne Timmer | Patinaje de velocidad | 1000 m F    |
| Marianne Timmer | Patinaje de velocidad | 1500 m F    |
| Plata           |                       |             |
| Jan Bos         | Patinaje de velocidad | 1000 m M    |
| Ids Postma      | Patinaje de velocidad | 1500 m M    |
| Rintje Ritsma   | Patinaje de velocidad | 5000 m M    |
| Bob de Jong     | Patinaje de velocidad | 10 000 m M  |
| Bronce          |                       |             |
| Rintje Ritsma   | Patinaje de velocidad | 1500 m M    |
| Rintje Ritsma   | Patinaje de velocidad | 10 000 m M  |